# Distretto di Krok Phra
Il distretto di Krok Phra (in thailandese: โกรกพระ) è un distretto (amphoe) della Thailandia, situato nella provincia di Nakhon Sawan.